# Богородиця з дитям (М. О. Врубель)
Богородиця з дитям — ікона, написана 1884–1885 роках Михайлом Олександровичем Врубелем для оформлення одноярусного мармурового іконостасу Кирилівської церкви у Києві. Саме ця робота принесла успіх та знаменитість молодому М. О. Врубелю. Обличчя Богородиці та Христа-немовляти були списані з дружини та молодшої доньки мистецтвознавця Адріяна Прахова — Емілії й Олени.

## Опис
Ікона виконана на цинковому аркуші маслом, з елементами позолоти. Розміри 202 х 87 см.

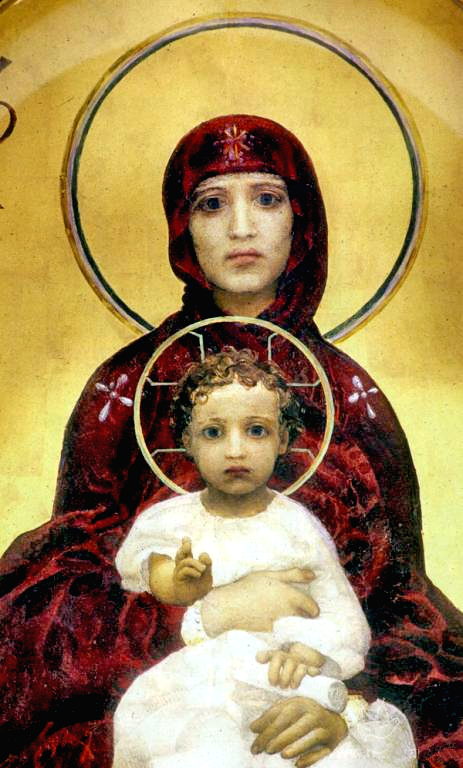
«Богородиця з дитям» М. О. Врубель (фрагмент, 1885).

Іконографічно ця ікона належить до типу Панахранта. Цьому типу характерно зображення Богоматері, що сидить на престолі з немовлям Христом на колінах. Трон символізує царську велич Божої Матері. Такий тип зображення з'явився у Візантії в XI–XII століттях.
Маленький Христос сидить на руках Богородиці, правою рукою він благословляє, а лівою — тримає сувій, що відповідає іконографічному типу Христа Пантократора (Вседержителя). Згідно іконографії Ісуса Христа, на будь-якій іконі його легко впізнати за особливим німбом — на ньому добре помітний хрест. Центром композиції є Христос, звернений до глядача, Богородиця також зображена фронтально і з невеликим нахилом голови. Немовля Христос представлений строго анфас, видна права рука, що благословляє двуперстним жестом.
Богоматір зображена в червоному мафорію, що представляє символ страждань і спогад про царське походження. На лобі і плечах Богородиці зображені три золоті зірки на знак її «приснодівства» — за легендою, Богородиця до Різдва, в Різдві і після Різдва була незайманою, крім того, три зірки — символ Трійці. Згідно іконографії Богородиці, над її головою виписані грецькі літери ΜΡ ΘΥ — абревіатура «Матір Божа».

## Історія створення

### Вибір художника

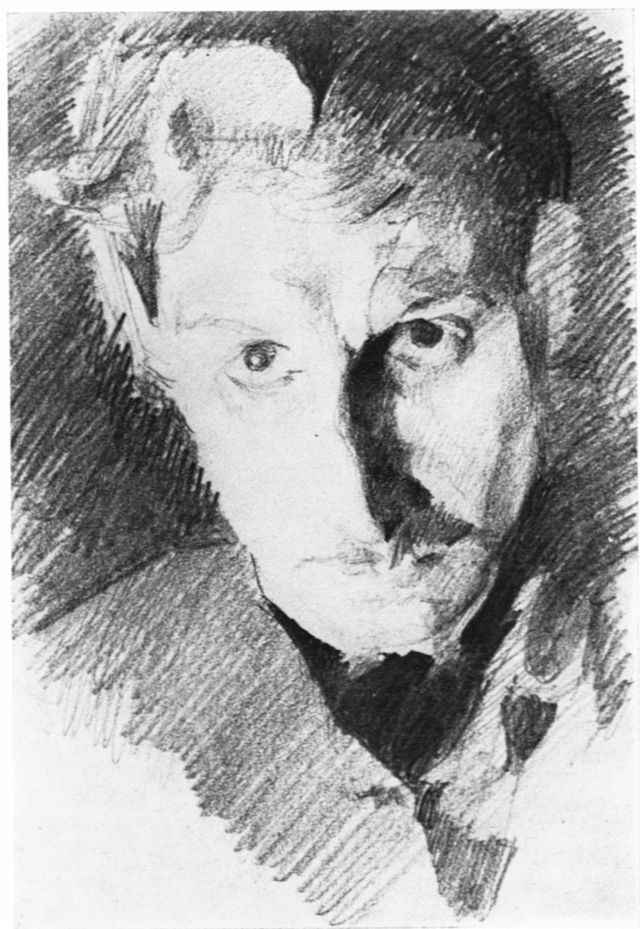
Автопортрет, М. О. Врубель, 1885 рік

Нікому не відомого молодого художника Михайла Врубеля залучив до цієї роботи відомий викладач Імператорської Академії мистецтв і мистецтвознавець А. В. Прахов. Прахову доручили завідувати оздобленням Володимирського собору, що будувався в Києві. Заодно Прахов взявся керувати роботами по реставрації внутрішнього оздоблення Кирилівської церкви.
Прахов підійшов до дорученої справи ґрунтовно і в 1881–1882, а також 1886–1887 роках зробив декілька подорожей по Єгипту, Палестині, Сирії, Греції, європейської Туреччини та Італії для вивчення візантійської традиції.
У своїх мемуарах А. В. Прахов писав, що боявся, що в його відсутність комітет, який відав грошовими коштами, доручить написати образу «якомусь місцевому художнику-богомазу». Тому Прахов вирішив знайти в Санкт-Петербурзі талановитого учня Академії мистецтв, який міг би виконати в Києві це замовлення, «не виходячи за межі скупо відпущених за кошторисом грошових коштів». Приїхавши восени в Петербург читати лекції в Університеті, Прахов відправився в Академію мистецтв до свого старого друга П. П. Чистякова.
Прахов розповів Чистякову про виявлені ним і збережені без реставрації фресках у церкві колишнього Кирилівського монастиря і попросив порекомендувати кого-небудь з учнів, «хто погодився б приїхати в Київ і написати за 1 200 рублів, зі своїми матеріалами, на цинкових дошках чотири образи для одноярусного мармурового іконостасу у візантійському стилі». В цей час хтось постукав у двері.
| — Войдите! — крикнул П. П. Чистяков. Дверь мастерской отворилась, и вошёл с довольно большой папкой в руках стройный, худощавый молодой человек среднего роста. С лицом не русского типа. Одет он был аккуратно, в студенческую форму, даже со шпагой, которую студенты в то время неохотно носили. — А вот — на ловца и зверь бежит! Вот тебе и художник! Лучшего, более талантливого и более подходящего для выполнения твоего заказа я никого не могу рекомендовать… |

Прахову не довелося довго вмовляти нікому не відомого 27-річного Михайла — для вимушеного підробляти репетиторством Врубеля 1 200 рублів були величезною сумою, а для Прахова «скупо відпущеними за кошторисом грошовими коштами».

### Підготовча робота, ескізи
У травні 1884 року в київській квартирі Прахова з'явився «худорлявий, русявий, сором'язливий молодий чоловік з тонкими рисами обличчя …». У київській квартирі А. В. Прахова, яка розташовувалася в кутовому будинку № 6 по вулиці Велика Житомирська (№ 11 по вулиці Володимирська), бувало багато гостей, переважно це були люди мистецтва, яких Прахов залучив до робіт над Володимирським собором, що будувалися. Господинею цього салону була дружина Прахова, 32-річна мати трьох дітей Емілія Львівна Прахова, обличчя якої послужило Врубелю моделлю для Богородиці. Немовля Ісус на руках у Богоматері у Кирилівській церкві списаний з молодшої дочки Емілії Львівни — Ольги.

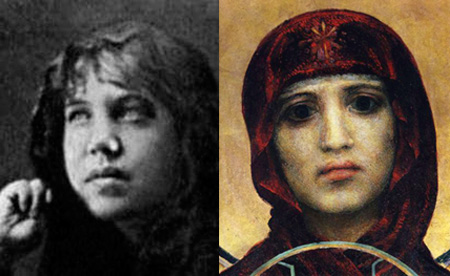
Емілія Прахова (фото 1870-х у порівнянні із зображенням Богородиці)

Перед тим, як приступити до основної роботи над чотирма образами для вівтаря, Врубель писав фрески в Кирилівській церкві, а також робив начерки для вівтарних образів.
Микола Адріанович Прахов, якому тоді було 11 років, згадував, що Врубель, коли їздив зі своєї київської квартири в Кирилівське, мав звичай заїжджати на дачу до Прахових, де часто брав дитячий альбом для малювання старшої дочки Прахових і починав малювати в ньому або писати аквареллю кого-небудь з членів сім'ї Прахових, найчастіше — Емілію Прахову за якою-небудь роботою. Зазвичай Врубель не доводив ці роботи до кінця. Прахови часто забирали і ховали ці начерки, так як Врубель мав звичай використовувати їх як чернетки і часто малював щось поверх раніше намальованого.
Збереглося кілька підготовчих малюнків до образу Богородиці.

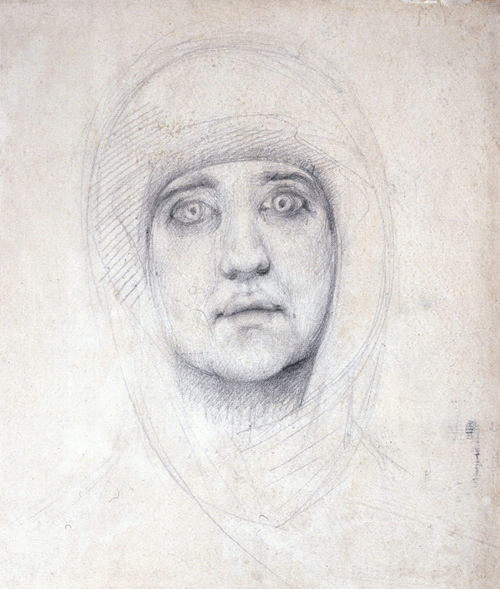
М. О. Врубель, ескіз «Голова жінки» італійський олівець, 1884 рік, Київський музей російського мистецтва

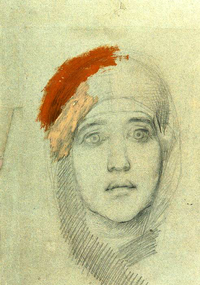
М. О. Врубель, ескіз «Голова жінки», італійський олівець, 1884 рік. Третьяковська галерея

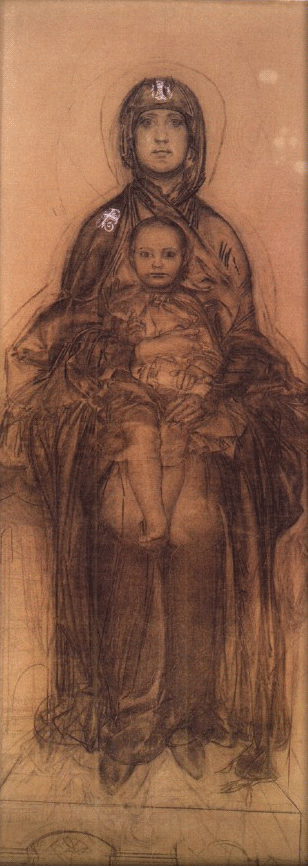
М. О. Врубель ескіз «Богородиця з дитям», італійський олівець, 1884 рік, Третьяковська галерея

Перший малюнок — «Голова богоматері»; акварель, гуаш, лист склеєний з шести частин, 1884, — знаходиться в Київському музеї російського мистецтва. Він був початий Врубелем в робочій кімнаті Прахова. На невеликому аркуші білого паперу легким, злегка бузковим силуетом намічена голова на тлі золотистої зорі, контур злегка нерозбірливо малинового кольору. Відшукавши лист товстого коричневого картону, Врубель наклеїв що не кінчену акварель, а з правого боку і знизу наклеїв смуги сірого малювального паперу. Коли вона трохи підсохла, він став малювати тушшю орнаментальні квіти на правій стороні, але так і не закінчив.
Н. А. Прахов також згадував, що у його матері (Емілії Прахової) «були чудові очі темно-василькового кольору і красиво окреслені губи». В сім'я Прахових зберігся дуже цікавий малюнок італійським олівцем, на якому було зображено напівфігура Емілії Прахової в профіль, схилені над якоюсь роботою. Врубель на шматку ватманського паперу накидав у три чверті повороту голову тієї ж особи в іншому ракурсі, як воно йому уявлялося слушним для типу Богородиці. За словами Н. А. Прахова, Врубель, відштовхнувшись від цілком реального першого малюнка в профіль, після другого, з натяком на майбутній образ, створив по пам'яті третій малюнок, що знаходиться в даний час в Державній Третьяковській галереї. На волоссі з лівого боку є мазок олійною фарбою, світлою охрою — Врубель, побачивши свій малюнок у будинку Прахових, захотів переписати все обличчя олійною фарбою, — він відкрив свій ящик з фарбами й один раз мазнув. Емілія покликала всіх снідати, і Врубель пішов уперед, а Н. А. Прахов з сестрою вирішили, що художник тільки зіпсує при переписуванні малюнок, і заховали його за шафу. Не знайшовши на місці малюнка, Врубель не став питати, куди він зник, закрив свій ящик з фарбами, попрощався з усіма і пішов додому.
Ще один робочий малюнок голови Богородиці Врубель намалював на півлистку ватману «торшон» із зворотного боку акварелі «Букет квітів».

### Робота у Венеції
Основну роботу над іконою Врубель виконав у Венеції, куди відправився в листопаді 1884 року. Побоюючись, що розсіяний спосіб життя, який художник вів у Києві, завадить Врубелю зосередитися на відповідальній роботі, Прахов порадив йому поїхати на зиму в Італію і там писати образи: «Поїдьте спочатку в Равенну, познайомтеся там з древніми мозаїками церков: San Vitale, San Appolinare in classe, San Appolinare nuovo, a потім оселитеся у Венеції. Клімат в ній м'який, узимку іноземців приїжджає мало … Тут же, під боком, собор святого Марка з його чудовими мозаїками різних епох, а в годині їзди на гондолі, на острові Торчелло, в церкві Santa Maria Assunta — прекрасно збережені мозаїки XII століття. Крім цього, в Палаці дожів, в церквах і в музеях — чудові венеціанські колористи: Джіованні Белліні, Паоло Веронезе, Тіціан, Тінторетто і багато інших». Ця пропозиція Врубелю сподобалося, і через Відень він поїхав до Венеції.
У Венеції Врубель найняв майстерню, з однією кімнатою при ній, на вулиці San Maurizio № 174, недалеко від собору Сан-Марко, і почав писати на цинковому аркуші образ Богоматері. Мачуха Врубеля в листі його сестрі Анюті повідомляла, що Врубель «влаштувався з квартирою, столом і прислугою за 125 франків на місяць». Мачуха також повідомляла, що в кімнаті Врубеля було дуже холодно, всього 7 градусів тепла, і Врубель був змушений по дому «ходити весь в шерсті і в кашкеті».
Цинковий лист Врубель купував у Венеції — італійці скористалися недосвідченістю художника і зробили основу не з одного шматка цинку, а допаяли з правого боку у всю вишину образу вузьку смугу. Врубелю вперше довелося працювати на металевих дошках, і він не знав, як їх треба підготувати для роботи. Фарби ковзали, писати було незручно, тому художник звернувся у листі до Прахова за порадою. Прахов проконсультувався у професора хімії Київського університету С. М. Реформатського, який порадив протравити поверхню слабким розчином соляної кислоти, щоб фарба добре трималася. Порада допомогла, однак Врубель зміг її використовувати тільки на трьох, що залишилися образах.
Фігуру образу Богоматері художник виписував з італійською натурниці.
М. І. Мурашко, що навідав Врубеля у Венеції в своїх спогадах писав, що Врубель жив в бельетажі старовинного палаццо «мало не XIV століття» і знімав дві кімнати, розписані фресками; в кімнатах були ліпні стелі, і вся ця обстановка настроювала Врубеля на певний лад. Під час зустрічі Мурашко і Врубеля останній працював одночасно над усіма чотирма образами для Кирилівської церкви. Причому «Христос» і «Богоматір» були «цілком з'ясовані», «Кирило» тільки розпочато, а менш за все була зроблена робота над «Атанасом». Врубель по кілька годин поспіль, не відриваючись, з великою любов'ю працював над цими образами.
Мурашко упізнав в образі Богоматері якусь «спільну знайому пані з Росії». За словами Мурашко, схожість була «яскраво вираженою», і він «не міг цього не помітити». Врубель у відповідь на реакцію Мурашко розсміявся: «А ви впізнали?» Мурашко відповів: «Так, тільки ви дали їй інший вираз; в натурі це нестримна крикуха, а у вас — лагідний, тихий вираз». Врубель заступився за свою модель: "Хіба вона крикуха? Ні, це ви її не знаєте. Мабуть, у нас від одного і того ж суб'єкта були різні враження".

### Закоханість
На думку деяких біографів Врубеля, під час роботи над іконою художник був у когось закоханий. Більшість дослідників творчості Врубеля вважають, що закоханий він був в Е. Л. Прахову.
За версією нащадків родини Прахових, молодий Врубель закохався в Емілію Прахову і всіма силами намагався залучити її увагу. Нібито навіть існувало листування Врубеля з Емілією, яку, на її прохання, після смерті знищила молодша дочка Прахової, Ольга. Факт знищення листів Врубеля до Емілії Прахової послужив причиною тверджень журналістів про нібито нерозділене кохання Врубеля і можливу причину відмови Прахова давати Врубелю підряди на розпис Володимирського собору. Однак у свідченнях сучасників немає жодної згадки про пристрасть Врубеля саме до Прахової.
Підставою припускати об'єктом симпатії Врубеля Прахову послужили цитати з його листів до своєї сестри і спогади сучасників:
| Один чудесный человек (ах, Аня, какие бывают люди!) сказал мне: «Вы слишком много думаете о себе; это и вам мешает жить, и огорчает тех, которых вы думаете, что любите, а на самом деле заслоняете всё собой в разных театральных позах»… Нет, проще да и ещё вроде: «любовь должна быть деятельна и самоотверженна». Всё это простое, а для меня до того показалось ново. В эти полтора года я сделал много ничтожного и негодного и вижу с горечью, сколько надо работать над собой… Твой брат Миша. — Лист М. О. Врубеля сестрі (Київ, листопад 1884). |

| Милая Анюта, редковато я с тобой переписываюсь. (…) Словом, жду не дождусь конца моей работы, чтобы вернуться. Материалу и живого гибель и у нас. А почему особенно хочу вернуться? Это дело душевное и при свидании летом тебе его объясню. И то я тебе два раза намекнул, а другим и этого не делал. (…) Горячо любящий тебя брат Миша. — Лист М. О. Врубеля сестрі (Венеція, 26 лютого 1885). |

Костянтин Коровін згадував, що одного разу спекотним літом він пішов купатися з Врубелем на великий ставок в саду. «Що це у вас на грудях білі великі смуги, як шрами?» — Запитав Коровін. Врубель відповів: «Так, це шрами. Я різав себе ножем». Врубель поліз купатися, Коровін послідував за ним, продовжуючи розмову: «Добре купатися, влітку взагалі багато хорошого в житті, а все-таки скажіть, Михайло Олександрович, що ж це таке ви себе різали щось ножем — адже це повинно бути боляче. Що це — операція, чи що, як це?» Коровін, придивившись, побачив численні великі білі шрами. «Чи зрозумієте Ви, — відповів Врубель. — Значить, що я любив жінку, вона мене не любила — навіть любила, але багато що заважало їй розуміти мене. Я страждав у неможливості пояснити їй це, що заважає. Я страждав, але коли різав себе, страждання зменшувалися».
Врубель справді писав листа до Прахової з Венеції, і до наших днів дійшли вирізані з цих листів малюнки Врубеля, які він робив, щоб проілюструвати свій текст. На зворотному боці однієї з таких вирізок з малюнком пам'ятника кондотьєру Коллеони збереглася фраза: «Лише б доторкнутися до …».
Існує також версія, що Врубель був закоханий тоді не в Прахову, а в якусь Марцеллу Соколовську, і та буцімто навіть народила від нього поза шлюбом сина Яна. Втім, немає ніяких підтверджень існування цих стосунків у період з травня до листопад 1884 року.

## Оцінки та критика
Мистецтвознавці, критики і художники одноголосно визнали успіх не тільки образу Богоматері, а й інших робіт, виконаних Врубелем в Кирилівській церкві. Відомий колекціонер П. М. Третьяков хвалив цю роботу Врубеля, спеціально приїжджав до Києва її подивитися і журився, що не може придбати для своєї колекції.
Російський художник М. В. Нестеров, який був притягнутий А. В. Прахових до розпису Володимирського собору, особливо виділяв цю ікону Врубеля, підкреслюючи одночасність слідування візантійської традиції і врубелівську оригінальність: «… вийшло щось, від чого можуть очі розгорітися. Особливо хороша місцева ікона Богоматері, не кажучи вже про те, що вона незвичайно оригінально взята, симпатична, але — головне — це дивовижна, сувора гармонія ліній і фарб … В образі Богоматері (НЕ юної) відчувалася надзвичайна напруженість, що межувала, можливо, з екзальтацією».
Мистецтвознавець і критик О. М. Бенуа зазначав майстерність Врубеля і підкреслював, що в порівнянні з роботами Врубеля в Кирилівській церкві фрески В. М. Васнецова «здаються поверхневими ілюстраціями». Бенуа відкидав звинувачення Врубеля в «шарлатанстві» і «вивертах», однак у той же час зазначав, що «Врубель не вільний від вивертів» і «що Врубель не геній і що він, як більшість сучасних, особливо російських, художників не знає кордонів свого таланту, не знає кола своїх здібностей і вічно підноситься нібито до вищих, по суті тільки чужі йому сфери. Врубель вічно «геніальнічает» і лише досадливо шкодить цим своєму дивовижному даруванню».
Критик і галерист С. К. Маковський вважав, що дебютна робота Врубеля в Кирилівській церкві є «найвищим досягненням Врубеля», і підкреслював, що досягнення це «глибоко національне», відкидаючи звинувачення Врубеля в «неросійському (польською) походженні» і «естетичному космополітизмі». Водночас Маковський зазначав, що Врубель «з точки зору чисто релігійної, православної, ймовірно, далеко не бездоганний …» і що «з усіх цих зіниць, пильних, немислимо розширених, величезних, віє потойбічним мороком, що є ріднею спокусливого пафосу його вічного супутника — Демона».

## Реставраційні роботи та небезпека втрати
З чотирьох образів іконостасу в Кирилівській церкві найпроблемнішим є саме образ Богоматері. У Венеції Врубель писав його першим і не знав, що поверхня цинкової пластини необхідно було підготувати спеціальними чином, на трьох інших образах іконостасу цю помилку Врубель не повторив. Крім цього, «Богоматір» виконана не на цілому цинковому аркуші, а складається з двох сполучених фрагментів.
27 червня 1929 комісія у складі професорів Ф. Шміта, В. Зумери, Ф. Ернста, а також К. Мощенко, В. Базилевича і А. Александрова провела огляд ікони «Богоматір з немовлям». Комісія вирішила почати реставрацію ікони в лаврській реставраційній майстерні (реставратор К. Кржеманскій) і наголосила про необхідність проведення фізичних та хімічних досліджень з обов'язковою фотофіксацією для з'ясування причин лущення картини. Хімічний аналіз зробив професор Політехнічного інституту Сеньковський. Крім членів комісії був присутній директор Російського музею Нерадовська. 4 вересня 1929 в присутності комісії образ був вийнятий з іконостасу і перенесено в центральний вівтар для проведення реставрації. Пізніше через настання холодів образ перевезли в лаврські реставраційні майстерні.
Після здобуття Україною незалежності, у 1991 році українським урядом було прийнято постанову № 83, що містить перелік храмів — пам'яток архітектури, які не підлягали поверненню церкви, — крім інших пам'ятників в нього увійшла і Кирилівська церква. Однак у 2002 році ця постанова була скасована, і Кирилівська церква була передана УПЦ МП.
На думку музейних працівників та реставраторів, використання Кирилівської церкви «по прямому призначенню» веде до неминучої псування і руйнування фресок та іконостасу. Кіптява від свічок потрапляє на поверхню ікон і фресок, режим вологості дотриматися неможливо, а в дні церковних свят віруючі спинами й плечима затирають унікальний стінопис.
Більш того, під загрозою усунення з храму опинився і знаменитий іконостас роботи Врубеля — місцева церковна громада УПЦ МП визнала його живопис «неканонічною».